# Alypia octomaculata
El guardabosques de ocho puntos (Alypia octomaculata) es una  especie de polilla de la familia Noctuidae. Es originaria del este de Norteamérica desde Texas y Florida hasta el este de Canadá. También se encuentra en México.
Tiene una envergadura de 30-37 mm. Los adultios vuelan desde abril a junio en una generación en el norte. En el sur tiene lugar una segunda generación, en la que vuelan en agosto.
Las larvas se alimentan de Vitis spp., Ampelopsis spp. y Parthenocissus quinquefolia.

## Subespecies
- Alypia octomaculata octomaculata
- Alypia octomaculata matuta H. Edwards, 1883

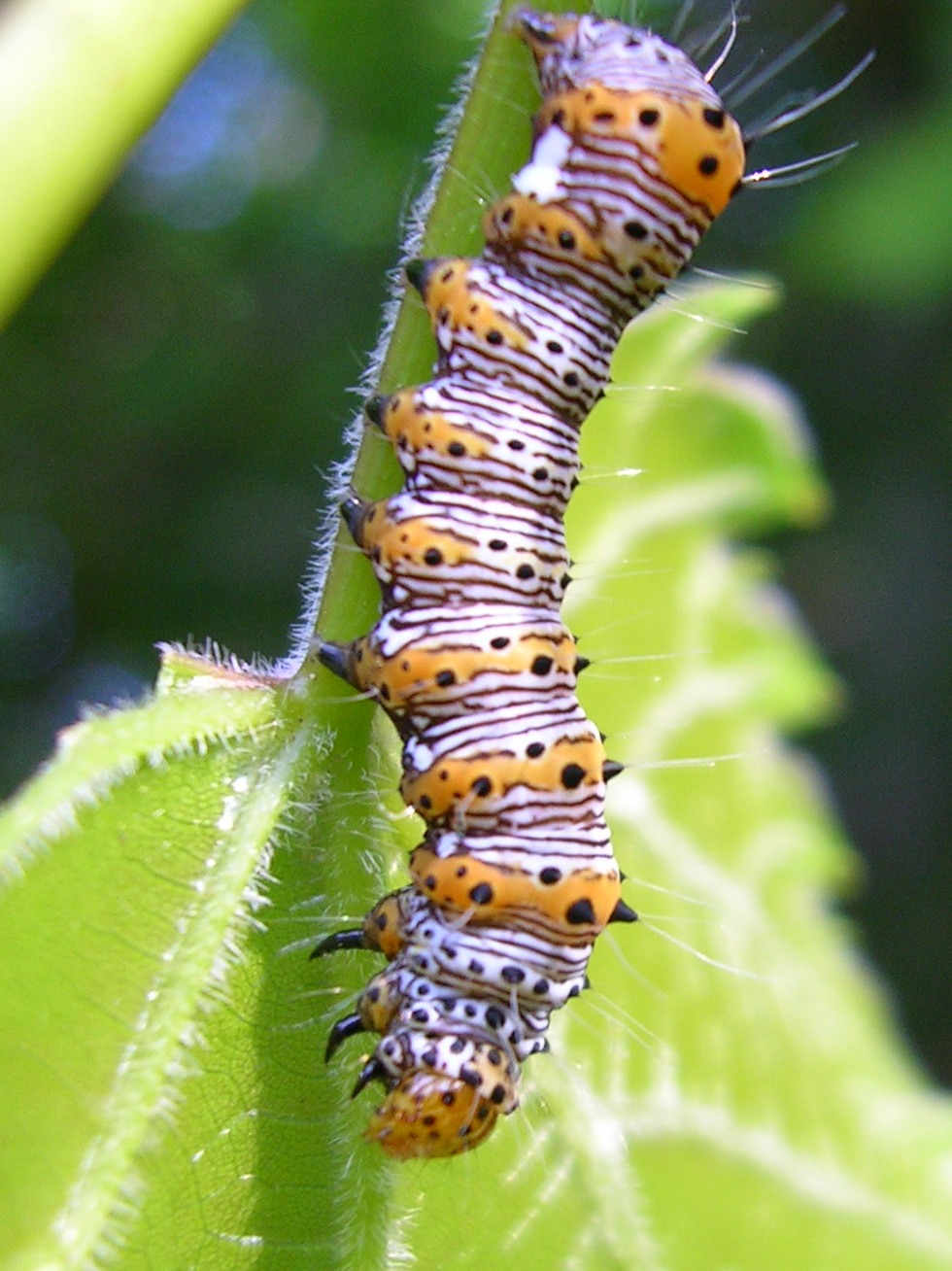
Larva